# Neoserica limbangica
Neoserica limbangica är en skalbaggsart som beskrevs av Moser 1915. Neoserica limbangica ingår i släktet Neoserica och familjen Melolonthidae. Inga underarter finns listade i Catalogue of Life.